# 製品情報管理
製品情報管理（PDM）（せいひんじょうほうかんり）（英：PDM (product data management)）とは、PLM（英：product lifecycle management：製品の設計・開発・保守・廃棄・リサイクルなど、製品のライフサイクル全体を通して、製品関連情報を一元管理する考え方）の実現を支援するシステムである。

## 概要
設計期間短縮と設計品質向上を同時に実現できるシステムとして、［現在もっとも急速に発展している］製品設計支援システムの1つである。PDMシステムの出現で初めて、チーム設計、コンカレント開発、マルチサイト開発などのコンセプトが、実際に実現可能となった。近年では、PDMシステムとBOM (部品表) システムとは融合しつつある。
情報の一元管理を実現した例として開発部品表 (E-BOM) と生産部品表 (M-BOM) などの部品情報を一元化し、営業・購買・設計・生技・製造などの各部署から部品情報を常時参照できるようにしたBOMなどがある。

## PDMのコンセプト
いままで、ある製品Aをある会社で開発する場合、その製品のコスト・材質・重量・加工法・売価などの関連情報は、「部門単位での最適化」の考え方から、営業・購買・設計・生技・製造などの各部署で別個に管理されてきた。その管理形態は多くの場合、Excel などの個別ファイルとしてであった。
これでは、製品Aの各断片の情報をバラバラに管理することになり、その製品Aのライフサイクル全体での ROI や収支決算は把握できない。また、設計部署と生技・製造部署でお互いの情報を参照できないため、設計のフロントローディング（製造要件を織り込んだ設計）やコンカレントエンジニアリングの実現（進行中の最新設計データでの生産準備検討）も困難となる。
そこで部署でバラバラに存在した製品Aの関連情報をすべて一元管理し、それを各部署が参照することによって「製品ライフサイクル全体での最適化」を実現する考え方が主流となりつつある。
これらの「部門単位での最適化」から、「製品ライフサイクル全体での最適化」がPDMの基本となるコンセプトとして挙げることができる。

## PDMの目的
PDMの目的は「製品関連情報の一元管理」の実現である。
ここでいう管理とは「設計意図・コスト情報・売価・材質・加工法など、製品の全ライフサイクルに渡っての最新情報の保管と伝達」である。

## PDMの機能
PDMの管理する情報は、品番情報（Part Number）、品名情報(Part Name）、構成情報（Part Structure）を主とする品目情報（部品・製品を識別するための情報）と、設計意図・コスト情報・売価・材質・加工法などの製品関連情報である。
PDMの主な機能は、製品関連情報の　1.最新管理　2.変更管理　3.権限管理　4.構成管理　である。
1. 最新管理：製品（開発）情報の日々の進捗や変更の、最新情報にアクセスできること
2. 変更管理：発生した設計や仕様の変更に対し、各世代での変更内容を確認できること
3. 権限管理：各製品情報に対し、誰が編集でき、誰が参照できるか、アクセス権限を設定できること
4. 構成管理：製品のバリエーションや派生製品に対し、仕様の違いなどを比較確認できること

がそれぞれの機能の内容として挙げられる。

## PDMの用途
実際には、製品のライフサイクル全体よりも、その一部である「製品開発業務」で「コンカレント開発」を実施するために導入される例が多い。「製品開発」が、営業・購買・設計・生技・製造などの各部署の関わる典型的な業務であり、またいままではIT支援システムの未整備領域であったためであろう。
製品開発業務では、主として、3D設計データの管理に利用されることが多い。
3D設計データは、製品形状を厳密に正しく表現できるため、製品を構成する各部品の“区分け”を、部品形状の境界より、システムが判断することが可能となる。そのため、設計データの「組み立て状態図」を、「部品単品図」の集合として表現し管理することができ、PDMの構成管理機能を応用することで「Assyデータ中の部品データ」と「部品単品データ」とを同一データで一元管理することができる。
たとえば、システムが「部品A」が更新されたこと自動的に判断し、「部品A」を含む「組み立て状態図B」を自動的に更新する、といったことが実現できる。このようなことは、2D図面データでは実現できなかったことであり、PDMシステムと3D設計データの親和性の高さの要因となっている。

## PDMシステムの実装
実際の3D設計現場では、3D-CADシステムとPDMシステムは、親密に連携したシステムとして実装されることが多い。
設計担当者の日々の作業としては、設計データをPDMシステムから検索して呼び出し、変更権限に則り編集を加え、再度PDMシステムへ格納する、といった作業となる。PDMシステムを実装する側は要件や仕様の定義の作業量が膨大であるが、使用する側は違和感なく自然に使用できる場合が多い。品目の構成を検討する作業は、設計担当者の頭の中で行われている設計作業の一部と同様であるためであろう。また、3D-CADと融合し特にPDMシステムを意識せずに利用可能なPDM製品も多いことも貢献している。

## 代表的なPDMシステム
- Obbligato
- e-OpenPDM
- Base-Right
- SolidWorks Enterprise PDM
- PLMconsole
- FullWEB-PDM[1]
- Teamcenter
- Aras Innovator